# Kopsia rajangensis
Kopsia rajangensis är en oleanderväxtart som beskrevs av D.J.Middleton. Kopsia rajangensis ingår i släktet Kopsia och familjen oleanderväxter. Inga underarter finns listade i Catalogue of Life.